# ニュースLIVE! ゆう5時
『ニュースLIVE! ゆう5時』（ニュースライブ! ゆうごじ）は、2022年4月4日から2024年3月7日までNHK総合で放送された報道番組・情報番組である。通称は『ゆう5時』。新聞番組表では『[N]ゆう5時』とクレジットされた。

## 概要
2015年3月30日から2022年3月31日まで放送された『ニュース シブ5時』（以下『シブ5時』）を「日本列島の今をライブで伝えるニュース」を概念に改題・リニューアルした番組で、その日の出来事を短くまとめたニュースと日本各地の生中継を取り入れ、その日の空気を感じられるような番組を目指して開始した。
出演者は『シブ5時』の最末期から入れ替えられたが、番組内容は前述の中継コーナーが新設されたほかは『シブ5時』からそのまま引き継がれ、実質的には形式的なリニューアルに留まった。
例えば『シブ5時』で大相撲中継に伴う、休止直前と休止直後に放送された「シブ5時相撲部」は「ゆう5時相撲部」とタイトル名を変更したほかは、そのまま引き継がれた。
また、番組公式ツイッターアカウントも『シブ5時』から引き継がれたほか、2021年3月5日から2024年3月8日までの金曜日の17時台に放送された『ニュース きん5時』（NHK大阪放送局制作。以下『きん5時』）との姉妹番組関係も引き継がれた。
2023年3月30日までは『連続テレビ小説（アンコール）』の直後に放送されたため、初期のみ番組冒頭で再放送を観たキャスター陣が「朝ドラ受け」を行うことがあった。なお『シブ5時』では、原則として「朝ドラ受け」は行われなかった。
2023年4月4日から『連続テレビ小説（アンコール）』が『時論公論（再放送）』の直後の14時台に移動したため「朝ドラ受け」は当番組では行われなくなった。
2022年度以降、各ニュース番組の冒頭で『NHK NEWS』の共通アイキャッチが流れているが、当番組と『きん5時』では流れなかった。
2023年度は、初代キャスターの高瀬耕造（NHKアナウンサー）が大阪放送局へ異動し『きん5時』の司会を担当。これに伴い、後任として『NHKのど自慢』の司会を10年間務めた小田切千（同局アナウンサー）が当番組のキャスターに就任した。
2024年1月1日に発生した令和6年能登半島地震に伴い、同月29日からはNHK金沢放送局の内容をBS103チャンネル（旧NHK BSプレミアム）でも『総合テレビ（石川県内）同時放送』として地上波と同一時間帯でサイマル放送された。

## 番組の終焉
2月14日に行われた2024年度編成発表の場で、4月1日から平日15時10分 - 17時57分に、新情報番組『午後LIVE ニュースーン』を開始することが発表された。
当番組は、大相撲春場所の取組や第96回選抜高等学校野球大会の日程の関係上、2024年3月7日が最終回となり、『シブ5時』時代も含めた通算9年間の歴史に幕を下ろした。
結果的には、2006年4月3日から2015年3月6日まで放送された『ゆうどきネットワーク』→『ゆうどき』と同期間になった。

## 休止等
- 祝日・年末年始や大相撲・高校野球[注 4]などのスポーツ中継時は休止。なお、大相撲・高校野球期間中は祝日を除き、17時前後の3分間程度『ゆう5時ニュース』と称し、東京のニュースセンターからのスポットニュースが放送された[注 5]。
- 国会中継放送対象質疑[注 6]が17時以降まで延長した場合は、途中からの繰り下げ短縮放送となった。
- 18時台は、関東地方では『首都圏ネットワーク』、近畿ブロックでは『ほっと関西』、2023年4月3日からの北海道ブロックでは『ほっとニュース北海道』をそれぞれ放送。他の地域では東京・放送センターからの裏送りで『NHKニュース』が放送された[注 7]。

### 番組休止の事例
※祝日・年末年始や大相撲・高校野球によるものは除く。
- 2022年4月28日：『第98回競泳日本選手権・第1日』のため[17]。
- 2023年4月3日：『牧野博士のふるさと高知からようこそ「らんまん」スペシャル』のため[18]。
- 2023年4月4日 - 6日：『第99回競泳日本選手権』のため[19]。
- 2023年7月31日：『2023 FIFA女子ワールドカップ・1次リーグ 日本×スペイン』のため[20]。
- 2023年10月31日：国会中継（第212回国会 参議院予算委員会[21]）が18時（散会は18時36分）まで行われたため[22]。

### 放送開始繰り下げの事例
※国会中継の延長によるものは除く。
- 2022年4月27日：北海道・知床半島沖での観光船沈没事故に関する観光船運営会社社長の記者会見のため、放送中の『夜ドラ・卒業タイムリミット ダイジェスト』を打ち切り[23][注 8]、16時49分から17時34分まで特番扱いの『NHKニュース』として会見の模様を生中継した[25][26]。そのため、当番組は短縮放送となり、知床の事故の続報やその他の当日の主なニュースを伝えただけで終了した[27]。
- 2022年8月22日：第104回全国高等学校野球選手権大会の決勝戦（仙台育英×下関国際）中継が延長となり[28]、17時20分開始[29]。
- 2023年8月23日：第105回全国高等学校野球選手権大会の決勝戦（慶応×仙台育英）中継が延長となり[30]、17時43分開始[31]。
- 2024年1月4日：内閣総理大臣による「年頭記者会見」のため[32]、17時20分開始[33]。

### 放送終了繰り下げの事例
- 2022年11月9日：番組放送中（17時40分）に茨城県で最大震度5強を観測する地震が発生[34]。そのため、予定を変更してその情報を伝え、18時10分まで放送[35][注 9]。
  - この影響で17時57分 - 18時の気象情報、18時 - 18時10分の『NHKニュース』が休止となり（後者は関東・近畿地方を除く）、関東では『首都圏ネットワーク』、近畿地方では『ほっと関西』が共に18時10分開始の短縮放送となった[36]。

## 出演者
気象キャスター以外はNHK放送センター所属のアナウンサー。

### キャスター（MC）
- 高瀬耕造（2022年4月4日 - 2023年3月30日）
- 小田切千（2023年4月10日 - 2024年3月7日）
- 片山千恵子（2022年4月4日 - 2024年3月7日）

### 気象情報
- 田中美都（2022年4月4日 - 2024年3月7日）[注 10]
- どーもくん（2022年4月4日 - 2024年3月7日）

### ニュースリーダー
- 糸井羊司（2022年4月4日 - 2024年3月7日）

『シブ5時』と同様、11時・12時・13時の定時ニュース担当者が東京・渋谷からニュースを担当し、18時の定時ニュースも後続。当日午後に発生した臨時ニュースなどの関係で出演できない場合は、原則として金曜日の『NHKニュース7』サブキャスターが代役を務めた。
2022年度までは、11時・12時・13時の定時ニュース担当者が17時30分のニュースにおいて、東京のスタジオから立った状態でニュースを読み上げていたが、2023年度からは、17時30分のニュースはAIアナウンスによる自動音声で読み上げる放送に完全移行となったため、冒頭のニュースコーナーのニュースナレーターのみでの参加となり、立った状態での顔出し出演は廃止された。

### リポーター、プレゼンター
- 宮﨑慶太（2022年4月4日 - 2024年3月5日）
- 森田茉里恵（2022年4月4日 - 2024年3月6日）
- 佐藤あゆみ（2022年4月11日 - 2024年2月29日）
- 佐藤俊吉（2023年4月10日 - 2024年2月28日）
- 瀬田宙大（2023年4月18日 - 2024年3月7日）

### ナレーター
- 目黒泉（2022年4月4日 - 2024年3月7日）

### コーナーレギュラー
いずれも『シブ5時』から続投。
- 能町みね子（エッセイスト「ゆう5時相撲部」）
- 赤井麻衣子（フリーアナウンサー「ゆう5時相撲部」「相撲部だより」）
- さばいどる かほなん（「知って得する!防災知恵袋」）